# 弗蘭柏·瓦德茲
弗蘭柏·瓦德茲（英語：Framber Valdez，1993年11月19日—），為美國職棒大聯盟的投手，目前效力於休士頓太空人。2015年，他以國際自由球員身分加盟太空人，並在2018年登上大聯盟。

## 職業生涯

### 休士頓太空人

#### 2018年
8月21日，瓦德茲登上大聯盟。他在初登板就拿下大聯盟首勝。整季他拿下4勝1敗，防禦率2.19。

#### 2019年
這年他有一半的時間待在3A，並拿下5勝2敗，防禦率3.25。而他這年在大聯盟拿下4勝7敗，防禦率5.86。

#### 2020年
這年瓦德茲拿下5勝3敗，防禦率3.57。9月29日，他成為繼2014年的麥迪森·邦加納後，第一位在季後賽後援5局無失分的投手。

#### 2021年
3月3日，瓦德茲在春訓時被球擊中左手無名指。他在5月底重返大聯盟，整季拿下11勝6敗，防禦率3.14。
美聯冠軍賽第5場，瓦德茲面對紅襪隊主投8局僅失1分。不過他一度被紅襪隊球評指控在比賽中每獲得一顆新球就會用手摩擦臉部。

#### 2022年
瓦德茲在這年和太空人簽下300萬美元的合約，並成為球隊的開幕戰先發投手。他在開幕戰主投6.2局無失分，一度連續解決15名打者，最後力壓大谷翔平拿下勝投。
7月13日，瓦德茲寫下連續13場優質先發的個人紀錄，同時送出生涯新高的單場13次三振。他在上半季繳出2.64的防禦率，因此順利入選明星賽。而他在明星賽第三局登板無失分，並成為太空人隊史首位在明星賽奪下勝投的投手。
8月17日，瓦德茲將連續優質先發紀錄推向20場，追平麥克·史考特在1986年寫下的隊史紀錄。瓦德茲在8月24日打破史考特的紀錄，最後他的紀錄停在25場，成功打破賈寇伯·迪格隆保持的連續24場優質先發大聯盟紀錄。

## 個人生活
瓦德茲目前已婚，並育有2名子女。

## 外部連結
- 球員資訊和成績在MLB ，ESPN ，Retrosheet ，Baseball Reference ，Baseball Reference (Minors) ，Fangraphs ，The Baseball Cube （英文）